# 澀木站
澀木站（日语：／ Shibuki eki */?）是位於山口縣長門市深川湯本字畑河內，西日本旅客鐵道（JR西日本）的美禰線車站。

## 歷史
- 1924年（大正13年）3月23日 - 美禰線（在1963年，日文寫法變為[1]）於福站至正明市站（現時：長門市站）之間開通，此站啟用。
  - 當時車站位於山口縣大津郡深川村（日语：深川町 (山口県)）深川湯本字畑河內。
- 1928年（昭和3年）11月1日 - 深川村實施町制，成為深川町（日语：深川町 (山口県)），車站地址變為山口縣大津郡深川町深川湯本字畑河內。
- 1954年（昭和29年）3月31日 - 隨著長門市（第一次）成立，車站地址變為山口縣長門市深川湯本字畑河內。
- 1985年（昭和60年）2月1日 - 成為無人車站。
- 1987年（昭和62年）4月1日 - 伴隨國鐵分割民營化，車站由西日本旅客鐵道（JR西日本）營運[1]。
- 2005年（平成17年）3月22日 - 隨著長門市（第二次）成立，車站地址變成現時的地址。
- 2010年（平成22年）7月15日 - 因大雨使厚狹川泛濫，橋樑被沖毀，全線不能通行，此站暫停營業。
- 2011年（平成23年）9月26日 - 全線重開，此站重開。

## 車站構造
車站是一座地面車站，設有2面2線的相對式月台。此站是由長門鐵道部管理的無人車站。下行月台旁設有木製車站大樓，上行月台設有跨線橋連接。此站沒有自動售票機。

### 月台
| 月台         | 路線    | 上下行 | 方向           |
| ------------ | ------- | ------ | -------------- |
| 車站大樓一方 | ■美禰線 | 下行   | 長門市方向     |
| 車站大樓對面 | ■美禰線 | 上行   | 美禰、厚狹方向 |

※在旅客資訊上沒有設定月台編號。

## 車站周邊
車站位於長門市南面的山區。車站附近設有美禰市的邊界和村落。車站大樓位於長門市深川湯本內，而車站部分位於長門市澀木內。
- 澀木簡易郵局
- 澀木八幡宮
- 長門市立大畑小學
- 國道316號

## 利用狀況
以下為近年的乘車人次列表。
| 年度 | 1日平均 乘車人次 |
| ---- | ---------------- |
| 1999 | 35               |
| 2000 | 32               |
| 2001 | 36               |
| 2002 | 37               |
| 2003 | 34               |
| 2004 | 27               |
| 2005 | 36               |
| 2006 | 27               |
| 2007 | 27               |
| 2008 | 24               |
| 2009 | 22               |
| 2010 | 15               |
| 2011 | 15               |
| 2012 | 10               |
| 2013 | 12               |
| 2014 | 11               |
| 2015 | 10               |
| 2016 | 11               |
| 2017 | 11               |
| 2018 | 12               |
| 2019 | 8                |

## 相鄰車站
西日本旅客鐵道（JR西日本）
■美禰線
於福－澀木－長門湯本

## 注腳
1. 1 2  歴史でめぐる鉄道全路線 国鉄・JR 7号、21頁
2. ↑  山口県統計年鑑 （页面存档备份，存于）（日語） - 山口縣

## 外部連結
- 澀木｜車站資訊：JR出門網 - 西日本旅客鐵道（日語）